# Paraphidippus basalis
Paraphidippus basalis là một loài nhện trong họ Salticidae.
Loài này thuộc chi Paraphidippus. Paraphidippus basalis được Richard C. Banks miêu tả năm 1904.